# Catamecia connectens
Catamecia connectens är en fjärilsart som beskrevs av George Francis Hampson 1902. Catamecia connectens ingår i släktet Catamecia och familjen nattflyn. Inga underarter finns listade i Catalogue of Life.